# Episinus amoenus
Episinus amoenus är en spindelart som beskrevs av Banks 1911. Episinus amoenus ingår i släktet Episinus och familjen klotspindlar. Inga underarter finns listade i Catalogue of Life.